# Pándi Antal
Pándi Antal, Pölcz Antal, Pándi Polcz Antal (Szomajom, Somogy vármegye, 1890. december 8. – ?), magántisztviselő, országgyűlési képviselő.

## Élete
1890. december 8-án született Szomajomban, Somogy vármegyében, római katolikus vallású kisgazda családban. Apja Pölcz András kovácsmester, anyja Móór Terézia. Két esztendős korában Fiumébe került, ott végezte összes iskoláit, melyek végén kereskedelmi iskolai érettségit tett, ráadásul ottani évei alatt tökéletesen megtanult a magyar mellett németül, olaszul és horvátul is.
Tanulmányai végeztével a fiumei Magazzini Generali S.A. szolgálatába állt, mint főkönyvelő, de az olasz megszállás után, mivel nem tette le az állami hűségesküt, költöznie kellett; ezt követően Győrben telepedett le és a gabonaszakmában kezdett tevékenykedni, mint a Magyar Leszámítoló és Pénzváltó Bank áruosztályának helyettes főnöke.
Már korán szimpátia ébredt benne a fasizmus eszméi iránt, így hamar bekapcsolódott különböző fajvédő és ébredő egyesületekbe, továbbá arra is gondot fordított, hogy munkahelyén lehetőleg keresztény munkaerők nyerjenek alkalmazást. Amikor a gazdasági válság hatására a takarékpénztárak leépítésekbe kezdtek, ő is elvesztette munkáját, de rövidesen a Futuránál kapott állást, és hat évig a győri főbizományosságnál lett gabona-szaktisztviselő.
Az 1930-as években a Nemzeti Egység Pártja (NEP) győri kerületének vezető titkára volt, érzésvilága azonban egyre inkább a nemzeti szocialista eszmék felé húzta és idővel átállt azok hirdetőinek sorába. Dolgozott a Pálffy Fidél-féle Egyesült Nemzeti Szocialista Párt (ENSZP) hivatalos lapjai számára, és működésének eredményeképpen az 1939. évi általános választáson az akkor Nyilaskeresztes Front névvel szereplő ENSZP színeiben országgyűlési képviselőnek választották a magyaróvári kerületben.
Pölcz családi nevét 1939-ben Pándira változtatta.